# Ami James
 (septembre 2015).
Ami James, de son vrai nom Abraham Ami James, est un artiste-tatoueur, homme d'affaires et star des émissions de télé-réalité Miami Ink et NY Ink diffusées sur les chaines TLC et Numéro 23 en France depuis janvier 2013.

## Biographie
Né en Israël le 6 avril 1972, de père américain et de mère roumaine. Il déménagea à Miami à l'âge de 12 ans mais retourna dans son pays pour accomplir son service militaire. Il fut marié à cinq reprises, la dernière fois avec Jordana Kidd avec qui il a deux filles. 
Ami James est l'un des héros principaux des émissions de télé-réalité Miami Ink et NY Ink, qui narrent les histoires des artistes-tatoueurs et de leurs clients. 
Il est actuellement le copropriétaire, avec Chris  Núñez, du salon LoveHate Tattoo (anciennement 305 Ink) à Miami Beach en Floride, et propriétaire du salon Wooster St. Social Club basé à New York.
James est également un homme d'affaires, copropriétaire, avec Larry Weymouth d'une ligne de bijoux, Love Hate Choppers, et d'une marque de vêtement, DeVille clothing. Il est également l'un des fondateurs de la plateforme en ligne Tattoodo.
En 2013, il participe à la campagne américaine de la PETA contre la fourrure, Ink Not Mink pouvant se traduire par de l'encre, pas du vison. 

## Télévision
- 2005-2008 : Miami Ink
- 2011-2013 : NY Ink